# Pristina proboscidea
Pristina proboscidea är en ringmaskart som beskrevs av Frank Evers Beddard 1896. Pristina proboscidea ingår i släktet Pristina och familjen glattmaskar. Inga underarter finns listade i Catalogue of Life.